# Ектор Абад Фасіолінсе
Éктор Хоакíн Абáд Фасіолíнсе (ісп. Héctor Joaquín Abad Faciolince; нар. 1 жовтня 1958, Медельїн, Колумбія) – колумбійський письменник і журналіст, відомий у першу чергу своїм бестселером Angosta і романом про життя та вбивство його батька – Ектора Абада Ґомеса – El Olvido que Seremos (у пер. «Ми забуття, яке настане»), за який автор отримав премії Латиноамериканського Дому у Португалії і WOLA-Duke з прав людини у Латинській Америці. У 2016 Абад заснував власне незалежне видавництво Angosta Editores. 
Російські окупанти вдарили по Краматорську ракетами «Іскандер-М» ввечері 27 червня. Під час удару Ектор отримав поранення і потрапив до лікарні.

## Життєпис
Ектор Абад Фасіолінсе народився і провів своє дитинство у Медельїні (Колумбія) і був єдиним хлопчиком – з-поміж п’яти сестер – у сім’ї Сесілії Фасіолінсе та Ектора Абада Ґомеса. Батько Абада був видатним лікарем, викладачем і активістом у сфері прав людини.
Після закінчення приватної католицької школи, Абад переїхав у 1978 році до Мехіко, де його батько був призначений аташе з питань культури у Посольстві Колумбії у Мексиці. У Мексиці він відвідував майстер-класи з літератури, письменництва і поезії при Національному автономному університеті Мексики.
У 1979 році, Абад повернувся до Медельїна, де вивчав філософію і літературу у Папському Боліваріанському університеті, звідки його вигнали через зневажливу статтю про Папу Римського. Відтак він переїхав до Італії і закінчив там у 1986 році Факультет сучасних мов і літератури у Туринському університеті. Абад отримав диплом з відзнакою summa cum laude (з лат. «з найбільшою хвалою»), а його дипломна робота про роман Ґільєрмо Кабрери Інфанте Tres tristes tigres («Три сумні тигри») 1967 року здобула відзнаку Dignitá di Stampa (з іт. «гідна публікації»).
Абад повернувся до рідного міста у Колумбії у 1987 році. Невдовзі колумбійські ультраправі бойовики (парамілітарна організація) убивають його батька, насильницька смерть якого сколихує усю Колумбію. Абаду також погрожують, тому він змушений негайно покинути країну і повернутися у Європу: спочатку він летить до Іспанії, але згодом врешті-решт поселяється в Італії, де проведе наступні п’ять років. До 1992 року Абад працює викладачем іспанської мови у Веронському університеті. Протягом цього часу він заробляє на життя перекладами з італійської мови на іспанську. Його переклади Джузеппе Томазі ді Лампедузи, Джезуальдо Вуфаліно й Умберто Еко були схвально оцінені критиками. Абад також перекладав Італо Кальвіно, Леонардо Шашу, Прімо Леві та Наталію Гінзбург.
Після повернення до Колумбії, Абада було призначено директором часопису Університету Антіокії (1993-1997). Абад був автором колонок у престижних газетах у журналах Колумбії, такі як Revista Cromos, La Hoja, El Malpensante, Revista Semana та Revista Cambio, останній співзаснований Ґабріелем Ґарсією Маркесом. Він також працював журналістом у газетах  El Mundo, El Colombiano і El Espectador. Абад на постійній основі публікується в іспанських газетах та журналах.
Абада запрошували лектором до багатьох університетів по всьому світу: від Сполучених Штатів до Італії. Абад був нагороджений престижною німецькою стипендією DAAD і з 2006 по 2007 проживав у Берліні. Згодом він повернувся до Медельїна і отримав там роботу головного редактора журналу одного в одному з приватних університетів Колумбії. З травня 2008 року Абад фігурує членом редакторської колегії газети  El Espectador – найстародавнішої у Колумбії.
Внаслідок ракетного удару по кафе в місті Краматорськ ракетою "Іскандер M" російськими військами  27 червня 2023 року, постраждав відомий колумбійський письменник Ектор Абад, який перебував у місті разом із засновником організації Aquanta Ucraina ("Тримайся Україна"), колумбійським депутатом Серхіо Харамільо та журналісткою Каталіною Гомес. Повідомлялося про 11 загиблих, серед них 17-річна дівчина та 14-річні сестри, також поранено 61 людину

## Творчість
Абад розпочав літературні кар’єру ще у ранньому віці. Йому було 12 років, коли він написав свої перші оповідання і вірші. 21-річний Абад отримав Національну премію Колумбії за найкраще оповідання. Твір мав назву  Piedras de Silencio («Каміння тиші») й оповідав історію про шахтаря, який не міг вибратися із підземелля. Ще в Італії Абад видав друком свою першу книгу -- Malos Pensamientos («Погані думки»; 1991), проте тільки після повернення до Колумбії у 1993 він став професійним письменником.
Абад належить до нового покоління авторів, яке виникає поза магічним реалізмом. На відміну від інших «нових» письменників Колумбії, таких як Сантьяго Ґамбоа, Хорхе Франко, Лаура Растрепо та ін., літературна творчість фокусується на особистості оповідача і на самому акті оповіді як пошуку захисту і сили. Наповненість, сюжет, іронія, постійне залучення уваги читати, інтенсивність історії, а також глибина соціальних, історичних та людських пошуків, що стоять за сповідальної манерою оповіді, дозволяють Абаду блискуче відтворювати у літературі сучасне колумбійське суспільство.
Malos Pensamientos (1991) це збірка оповідань у стилі «Дублінців» Джеймса Джойса: яскраві, кмітливі, сконцентровані зауваги про повсякденне життя мешканців Медельїна у 80-их.
Asuntos de un Hidalgo Disoluto (1994; «Справи розбещеного ідальго») наслідують знакові твори XVIII століття: «Трістрама Шенді» Лоренса Стерна і «Простака» Вольтера. Asuntos de un Hidalgo Disoluto -- це гірко-солодка розповідь про життя і думки чоловіка, що не в ладах з собою, яка має нехронологічний виклад і безліч розважальних відступів і гру з формою подекуди. Оповідь, яка ведеться від імені 71-річного колумбійського мільйонера, є колумбійською версією іспанського крутійського роману. Наприкінці свого життя у мемуарах до молодої і німої секретарки та коханки – Кунегунди Бонавентури -- оповідач оглядається на розпусне минуле і невдачі, які зазнали його високі очікування. Наратор часто дає дві версії спогадів: перші, які йому хотілося б мати і другі – події, які реально трапилися. Цей роман вважають одним з найкращих зразків сучасної художньої прози Колумбії.
Tratado de Culinaria para Mujeres Tristes (1996; «Кулінарний трактат для сумних жінок») -- це книга, яка не вписується у жоден літературний жанр, оскільки є зібранням справжніх і вигаданих рецептів (наприклад, для страв з м’яса динозавра, мамонта або риби целаканта). Цей текст не можна назвати ані романом, ані книгою рецептів, радше збіркою чуттєвих коротких роздумів про нещасливе життя. З любов’ю до кумедного слівця, Абад змішує меланхолію із з приправленою іронією у майстерно складених реченнях.
Fragmentos de Amor Furtivo (1998; «Фрагменти потаємної любові») має видозмінену форму «Тисячі й однієї ночі». Кожної ночі жінка відкладає від’їзд свого коханця, розповідаючи його про своїх колишніх. На фоні – Медельїн у 90-их для середнього класу – охоплений чумою і розчаруванням: найнебезпечніше місто у світі, де рівень насилля сягає поховання живцем жителів. Як і в «Декамероні», Сюзанна і Родріго самоізолюються у горах, далеко від міської чуми, і розповідають одне одному історії, які врятують їх від смерті.
Basura (2000; Сміття) є, можливо, одним з найекспериментальніших романів Абада. Цей текст містить алюзії на рольові моделі автора – Кафку і Павезе – які усе життя перебували у полоні відчаю. У книзі йдеться про письменника, Бернардо Даванзаті, який викидає всі свої праці у смітник. Його сусід знаходить тексти і з часом стає їхнім палким й методичним читачем, перед яким постають увесь блиск і злидні життя поета. Головні теми роману: письменництво і роль читача у літературі. 
Palabras sueltas (2002; Поодинокі слова) – це збірка культурних і політичних есеїв, які були вибрані з найуспішніших дописів в авторській колонці Абада у газетах і журналах про культуру. 
Oriente Empieza en El Cairo (2002; Схід починається у Каїрі) це захопливі хроніки подорожі тисячолітнім Єгиптом. Оповідач, що перебуває у супроводі двох дружин, змальовує дві версії повсякденної реальності міфічного мегаполіса, який навіює спогади про інші реальності, образи та історії пережиті і далекому Медельїні.
Angosta (2004). У цьому відзначеному нагородами творі присутні радше ехо гіперреалізму, аніж магічного реалізму. У фантастичній притчі про колумбійське суспільство, Абад описує вигадане місто, чиє населення було поділено на три різні касти, які живуть у різних секторах. На тлі системи, яка заснована на насильстві, зображені строкаті диваки із панівного класу. У романі відтворюються останні роки насильства у Колумбії, які неабияк обізнаний на цю тему автор складно й уміло узагальнює. У березні 2007 р. колумбійський журнал Semana опублікував список найкращих художніх книг написаних іспанською мовою за останні 25 років. З-поміж 30 робіт, які отримали чисельні голоси, була Angosta .
El Olvido que Seremos (2006, «Ми забуття, яке настане»). В Абада пішло 20 років, аби набратися сміливості і написати книгу про свого батька, його життя і причини смерті, заподіяної колумбійськими ультраправими бойовиками. Вийшла катарсична і чуттєва – але не банальна – розповідь про людину, яка боролася проти утисків та соціальної нерівності, та чий рот прикрили шістьма кулями у голову. Сама по собі оповідь, яка більше зосереджена активізмі батька і батьківській фігурі як такій, була певним процесом для автора. Абад виходить за рамки пам’яті, оголює свої власні почуття і реакцію на втрату. Він зображує свого батька як символа безперестанної боротьби з несправедливістю, і таким чином, робить освітлює і закріпляє пам’ять Колумбії. У 2020 році іспанський режисер Фернандо Труеба зняв фільм за мотивами роману «Ми забуття, яке настане». Стрічка ввійшла до офіційної програми Каннського кінофестивалю 2020 року та отримала премію «Гойя» у номінації «Найкращий іберо-американський фільм» у 2021 році.
Las Formas de la Pereza y Otros Ensayos (2007; «Види лінощів та інші есеї») – це книга про походження і прояви ліні. Гіпотеза автора полягає у тому, що лінь – це не розкіш, а природній стан людського буття і початок усіх похідних людських творінь.
Lo que Fue Presente. Diarios 1985-2006 (2019, «Що було теперішнім. Щоденники 1985-2006») – особисті щоденники автора, в яких оповідається його приватне, публічне та секретне життя.
Детальну бібліографію творів Ектора Абада Фасіолінсе уклав Професор Аугусто Ескобар Меса з Університету Антіокії.

### Публіцистичні твори
Абад публікувався у газетах і журналах ще у школі, а потім в університеті. Після навчання він писав статті для таких видань як El Espectador протягом 15 років. У текстах Абада проглядається його рішучий характер, коли йдеться про дискусійні питання: глобалізацію, релігію, корупцію тощо. 
Для газети El Espectador Абад пише щотижневу колонку, де чітко виражає свою думки щодо того чи іншого питання. У його публікаціях трапляються роздуми на тему письма і граматики у ХХІ столітті. 
Абад співпрацює з такими літературними видання як  El Malpensante, де викладає свої критичні думки про літературу: що він вважає доброю книгою, а кого – добрим письменником.   
Ектор Абад Фасіолінсе був двічі нагороджений Національною премією імені Сімона Болівара в галузі публіцистики (1998 і 2005). У своїх публіцистичних творах автор розмірковує і висловлює позицію щодо дискусійних питань, приміром, щодо мирної угоди між колумбійським урядом і ФАРК. Стаття, яка вийшла в El País незадовго до Колумбійського референдуму в 2016 році, була високо оцінена і прокоментована Маріо Варгасом Льйосою у статті під назвою«Ціна миру», яку зреферувала з іспанської Галина Грабовська  для української інтернет-газети Збруч:  
Стаття, яку Ектор Абад Фасіолінсе опублікував 3 вересня в EL PAÍS («Я вже не почуваюся жертвою»), пояснюючи причини, через які він скаже «так» на референдумі, де колумбійці вирішуватимуть, приймають чи відкидають вони угоду про мир між урядом де Сантоса і ФАРК (Революційними збройними силами Колумбії. — Z), є одним з тих раритетів, які допомагають чітко побачити те, що здавалося неясним. Враження, яке зробила на мене ця стаття, надовго залишиться зі мною.

## Винагороди
- 1980. Національні премія Колумбії за найкраще оповідання: Piedras de Silencio.
- 1996. Національна стипендія для письменників від Міністерства Культури: Fragmentos de Amor Furtivo.
- 1998. Національна премія імені Сімона Болівара в області журналістики.
- 2000. Перша премія Американського Дому (Casa de America) за інноваційність в американському наративі: Basura.
- 2004. Найкраща книга року іспанської мовою (Китай): Angosta.
- 2006. Стипендія Німецької служби академічних обмінів (DAAD).
- 2007. Національна літературна премія; Премія від латиноамериканського та колумбійського культурного часопису Libros & Letras: El Olvido que Seremos.
- 2007. Національна премія імені Сімона Болівара в області журналістики.
- 2010. Латиноамериканський Дім, Лісабон: El Olvido que Seremos.
- 2012. Літературна премія WOLA-Duke у галузі прав людини в Латинській Америці: El Olvido que Seremos.

## Опубліковані твори
- Malos Pensamientos (1991)
- Asuntos de un Hidalgo Disoluto (1994)
- Tratado de Culinaria para Mujeres Tristes (1998)
- Basura (2000)
- Palabras Sueltas (2002)
- Oriente Empieza en El Cairo (2002)
- Angosta (2004)
- El Olvido que Seremos (2006)
- Las Formas de la Pereza y Otros Ensayos (2007)
- El Amanecer de un Marido (2008)
- Traiciones de la Memoria (2009)
- Testamento involuntario (2011, поезія)
- La Oculta (2014)
- Lo que Fue Presente (2019, щоденники)

## Перекладені твори
Англійська:
- 1996. The Joy of Being Awake (Asuntos de un Hidalgo Disoluto), Brookline Books (США)
- 2010. Oblivion: A Memoir (El olvido que seremos), Old Street Publishing (Велика Британія; Farrar, Straus and Giroux (США, 2012)
- 2012. Recipes for Sad Women (Tratado de Culinaria para Mujeres Tristes), Pushkin Press (Велика Британія)

Італійська:
- 1997. Trattato di Culinaria per Donne Tristi (Tratado de Culinaria para Mujeres Tristes).
- 2008. Scarti (Basura).
- 2009. L'oblio che saremo (El Olvido que Seremos).

Німецька:
- 2001. Kulinarisches Traktat für traurige Frauen (Tratado de Culinaria para Mujeres Tristes).
- 2009. Brief an einen Schatten: Eine Geschichte aus Kolumbien (El olvido que seremos).
- 2011. Das Gedicht in der Tasche.
- 2016. La Oculta.

Грецька:
- 2000. Συvtα¡έs ¡ια απо¡ontευ έs ¡υvαίkεs (Tratado de Culinaria para Mujeres Tristes)

Португальська:
- 2001. Receitas de Amor para Mulheres Tristes (Tratado de Culinaria para Mujeres Tristes).
- 2001. Fragmentos de Amor Furtivo (Fragmentos de Amor Furtivo).
- 2009. Somos o Esquecimento que Seremos (El Olvido que Seremos).
- 2011. A Ausência que seremos (Companhia das Letras)
- 2012. Livro de receitas para mulheres tristes
- 2012. Os Dias de Davanzati (Basura).

Китайська:
- 2005. 深谷幽城 (Angosta)

Нідерландська:
- 2010. Het vergeten dat ons wacht (El Olvido que Seremos).
- 2016. 'De geheime droom van het land'(La Oculta).  .

Французька:
- 2010. L'oubli que nous serons (Gallimard)
- 2010. Angosta (Lattès)
- 2010. Traité culinaire à l'usage des femmes tristes (Lattès)

Арабська:
- 2014 النسيان (El Olvido que seremos)

Румунська:
- 2014. Suntem deja uitarea ce vom fi (Curtea Veche)

Українська:
- 2021. Ми забуття, яке настане (El Olvido que Seremos), Видавництво «Компác»

## Ектор Абад Фасіолінсе та Україна
У вересні 2020 року Ектор Абад брав участь у 27 Book Forum, який проходив онлайн. У рамках фестивалю відбулася розмова з колумбійським письменником. 